# Plaxiphora aurata
Plaxiphora aurata is een keverslakkensoort uit de familie van de Mopaliidae. De wetenschappelijke naam van de soort is voor het eerst geldig gepubliceerd in 1795 door Spalowsky als Chiton auratus.